# Božidara Turzonovová
Božidara Turzonovová (ur. 28 maja 1942 w Sofii) – słowacka aktorka filmowa, teatralna, telewizyjna, radiowa i dubbingowa.
Urodziła się w Bułgarii w rodzinie serbsko-macedońskiej, ale od wczesnego dzieciństwa wychowywała się w Bratysławie. Po ukończeniu w 1963 studiów na Wydziale Filmu i Telewizji Wyższej Szkoły Sztuk Scenicznych w Bratysławie została przyjęta do zespołu Słowackiego Teatru Narodowego. Jej mąż to aktor Jozef Adamovič.

## Wybrane role filmowe
- 1962: Most na tú stranu – Eva
- 1964: Senzi mama – Tvrdoňová
- 1971: Zdradzieckie gry miłosne (Hry lásky šálivé) – Sandra Vergellesi
- 1973: Akcja Bororo (Akce Bororo) – Ori-Ana / Zuzana Kettnerová
- 1976: Burzliwe lato (Bouřlivé víno) – Kateřina Mlčochová
- 1978: Penelopa – Eva Kamenická, restauratorka
- 1979: Boska Emma (Božská Ema) – Ema Destinnová
- 1984: Anielska diablica (Anděl s ďáblem v těle) – madam Gábi Stolařová
- 1985: Noc szmaragdowego księżyca (Noc smaragdového mesíce) – Marie
- 1987: Anioł uwodzi diabła (Anděl svádí ďábla) – madam Gábi Stolařová
- 1987: Blask Saksonii i chwała Prus (Sachsens Glanz und Preußens Gloria) – hrabina Henriette Amalie Reuß
- 1987: Chomik w piżamie (Křeček v noční košili) – Magda Berková
- 1990: Marta i ja (Martha et moi) – Rosa Kluge
- 1997: Orbis Pictus – Marta
- 1999: Praskie opowieści (Praha očima...) – matka
- 2000: Źródło życia (Der Lebensborn – Pramen života) – matka Gretki
- 2003: Zostanie to między nami (Zůstane to mezi námi) – matka Danicy
- 2007: Butelki zwrotne (Vratné lahve) – Kvardová

## Nagrody i odznaczenia
- w 1979 została wyróżniona czechosłowackim tytułem honorowym „Zasłużony artysta”[2]
- w 1997 zdobyła nagrodę Krištáľové krídlo[3]
- w 2007 otrzymała słowacką Nagrodę Państwową oraz Nagrodę Funduszu Literackiego[4]